# Ebolo III di Ventadorn
Ebolo III di Ventadorn o Eble III de Ventadorn (... – 1170) è stato un visconte di Ventadour (Corrèze, Francia), la cui data di nascita ci è sconosciuta.

## Biografia
Figlio di Ebolo II le chanteur e di Agnes de Montluçon, Ebolo III fu patrono e mecenate di Bernart de Ventadorn, uno dei primi trovatori le cui opere sopravvivono.
Nel 1148 sposa Margherita di Turenna, figlia di Raimondo I, visconte di Turenna e Mathilde du Perche, dal quale ebbe una figlia, Matabruna. Margherita si risposò prima del 1150 e morì nel 1173.
Prima del 1156, Ebolo sposa Alais, figlia di Guglielmo VI di Montpellier e sorella maggiore di Guglielmo VII. Il loro figlio sarà Ebolo IV di Ventadorn marito di Sibilla di la Faye (figlia di Raoul di Châtellerault, grande siniscalco d'Aquitania) da cui ebbe otto figli, uno dei quali, Ebolo V sposò Maria di Turenna, meglio nota come Maria de Ventadorn, trobairitz e mecenate di trovatori.